# Nativismo psicológico
Se denomina nativismo psicológico a la postura que sostiene que ciertas habilidades son 'nativas' o se encuentran fijadas en el cerebro desde el momento del nacimiento de una persona. Esta postura contrasta con el empirismo, o postura de tabula rasa, que sostiene que el cerebro posee características al nacer que le permiten aprender del entorno pero no posee contenido tal como sostienen quienes apoyan la idea de nativismo.
Algunos nativistas creen que ciertas creencias específicas o preferencias se encuentran fijadas en el cerebro. Por ejemplo, se puede sostener que algunas intuiciones morales son innatas o que las preferencias de color son innatas. Una postura no muy difundida sostiene que la naturaleza le provee a la mente humana con ciertos dispositivos especializados de aprendizaje. Esta idea se diferencia del empirismo solo en que los algoritmos que traducen la experiencia en información pueden ser más complejos y especializados en las teorías nativistas que en las teorías empiristas. Sin embargo los empiristas en general son abiertos respecto a la naturaleza de los algoritmos de aprendizaje y de ninguna forma se limitan a los mecanismos de asociación históricos del conductismo.